# Gavo Figueira
Gavo Figueira (n. el 17 de octubre) de 1987 es un actor venezolano - portugués de cine, televisión y teatro que también ejerce como escritor, host y director.
Gavo inicia como actor desde los doce años en las tablas de teatro en Venezuela, para luego pasar a incursionar en la televisión con novelas como El país de las mujeres, Hechizo de amor de Venevisión y Trapos íntimos de RCTV.
Desde el 2005 radica en Bogotá, Colombia, donde protagonizó las películas: El cuarto, L´mental y La trilogía púrpura. Así mismo, tiene una participación especial en la película Alborada carmesí y forma parte del elenco de las novelas colombianas Oye bonita, A corazón abierto y las series Padres e hijos, Mujeres al límite, Tu voz estéreo, Decisiones, entre otras.
En 2010 se convierte en uno de los conductores del programa FTV MAG Colombia para la cadena Fashion TV. Junto a la reconocida actriz colombiana Valentina Acosta
En el 2012 retorna a Venezuela para protagonizar el largometraje Dos de trébol junto a Elba Escobar, Daniela Bascopé y Chantal Baudeaux, a la vez que inicia las grabaciones de la novela Dulce Amargo, producida por Televen Venezuela, en asociación con Cadena Tres de México y distribuida por Telemundo donde forma parte del reparto principal con el personaje de Raymond Calzadilla.
En 2016, en México formó parte de la exitosa serie La Doña de Telemundo con el personaje de Jorge Moya ,  Junto a los actores  Aracely Arambula, David Chocarro y Danna Paola. Radicado en el país azteca, trabaja como el villano Liberto Orellana, en las serieAtrapada, producida por Teleset y en La reina soy yo, adaptación de Televisa de la exitosa serie colombiana la reina del flow
A finales del 2018, lanza su canal de YouTube con los programas: "La Vida Según Gavo", "viajando con Gavo" y "A la cama con Gavo".  En el primero, usa su profesión como terapeuta para hablar de temas del amor, relaciones y superación personal, desde su particular humor sarcástico y forma de ver los problemas.  El segundo, su pasión por viajar por el mundo, mostrando sus culturas y el tercero un programa más adulto y sin censura, donde como psicoterapéuta sexual,  aborda todos los temas del siempre controversial mundo del sexo. 

## Filmografía
| Año  | Película                 | Papel          | Notas               |
| ---- | ------------------------ | -------------- | ------------------- |
| 2020 | trastornado              | cristian       | Película Mexicana   |
| 2012 | Dos de trébol            | Horacio        | Película Venezolana |
| 2009 | Trilogía Púrpura         | Santiago Ariza | Película Colombiana |
| 2008 | Alborada carmesí         | El Patas       | Película Colombiana |
| 2007 | L´mental                 | Daniel         | Película Colombiana |
| 2006 | Sin pecado no hay perdón | Nicolás        | cortometraje        |
| 2006 | El cuarto                | Mario          | Película Colombiana |
| 2003 | Amor en concreto         | Leo            | Película Venezolana |

## Televisión
| Año       | Proyecto                         | Personaje              |
| --------- | -------------------------------- | ---------------------- |
| 2019      | Subete a mi moto                 | Congresista            |
| 2018      | La reina soy yo                  | Benny Cardozo          |
| 2017      | Atrapada                         | Liberto Orellana       |
| 2017      | La doble vida de Estela Carrillo | Participación Especial |
| 2016-2017 | La doña                          | Jorge Moya             |
| 2012      | Dulce amargo                     | Raymond Calzadilla     |
| 2011      | Mujeres al límite                | Felipe                 |
| 2010      | A corazón abierto                | Giordi                 |
| 2009      | Oye bonita                       | Daniel Aljure          |
| 2008      | Tu voz estéreo                   |                        |
| 2007      | Padres e hijos                   | Fidel Ernesto          |
| 2003      | Trapos íntimos                   | Lic. Mendoza           |
| 2000      | Hechizo de amor                  | Albertico Covarrubias  |
| 1998      | El país de las mujeres           | Tony                   |